# ضغط التربة الجانبي

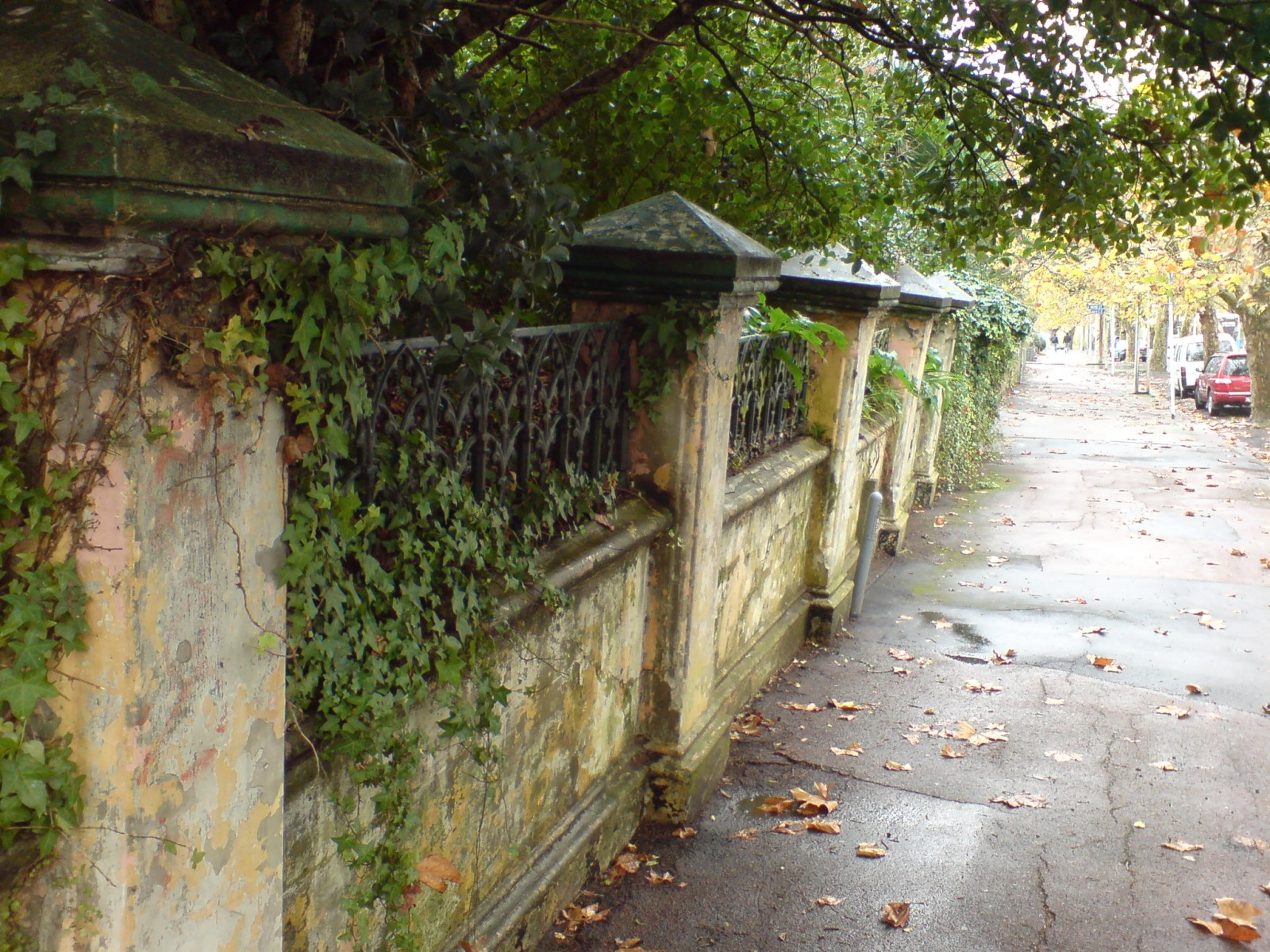
مثال لضغط تربة جانبي تتسبب في انقلاب جدار ساند

ضغط التربة الجانبي هو الضغط الذي تبذله التربة في الاتجاه الأفقي. يعتبر ضغط التربة الجانبي من الخصائص الهامة للتربة لأنه يؤثر على سلوك التماسك والمتانة للتربة وكذلك لانه يعتبر من المعطيات الضرورية في تصميم منشآت الهندسة الجيوتقنية مثل الجدران الاستنادية (الحوائط الساندة) والسراديب والأنفاق والأساسات العميقة وأعمال الحفر المدعم.
يتم تعريف معامل ضغط التربة الجانبي (K) بأنه نسبة الإجهاد الفعال الأفقي (σ'h) إلى الإجهاد الفعال الرأسي (σ'v). الإجهاد الفعال هو الإجهاد (الضغط) بين حبيبات التربة وبعضها ويحسب عن طريق طرح ضغط ماء المسام في التربة من الإجهاد الكلي كما هو موصوف في علم ميكانيكا التربة. ويقترن المعامل K لطبقة أرضية مُعَيّنه بخصائصها وتاريخ الإجهاد الواقع لها. تسمى القيمة المستقرة الدنيا للمعامل (K) بمعامل الضغط الترابي الدافع أو الفعّال (Ka)؛ وهو ضغط يمكن إحرازه عندما يتحرك جدار ساند بعيدا عن التربة، على سبيل المثال. بينما تسمى القيمة المستقرة القصوي للمعامل (K) بمعامل الضغط الترابي المقاوم أو المانع (Kp)؛ وهو ضغط يمكن أن ينشأ ضد حرث عمودي للتربة يدفع بها أفقيا، على سبيل المثال. أما في حالة طبقة أرضية مستويه ذات انفعال جانبي في التربة يساوي صفر، فيمكن إحراز معامل ضغط التربة «الساكنة» (K0).
هناك العديد من النظريات للتنبؤ بقيمة الضغط الجانبي للتربة؛ بعضها تستند إلي أسس تجريبية، وبعضها مشتق من نواحي تحليلية.